# Herb kraju środkowoczeskiego

Herb kraju środkowoczeskiego

Herb kraju środkowoczeskiego to jeden z symboli tego kraju.

## Opis herbu
Tarcza herbowa czwórdzielna w krzyż.
- W polu pierwszym i czwartym, czerwonym, srebrny lew wspięty o podwójnym ogonie w złotej koronie.
- W polu drugim, srebrnym, czarny orzeł ze srebrną przepaską na skrzydłach. Przepaska zakończona trójliściem, a jeden liść podwieszony pod opaską na piersi orła. Łapy i dziób orła czerwone. Całe godło obwiedzione czerwonymi płomieniami.
- W polu trzecim, srebrnym, dwa falowane pasy błękitne.

Identyczny wzór posiada heraldyczna flaga kraju.

## Uzasadnienie symboliki herbu
Lew w polach pierwszym i czwartym był początkowo herbem dynastii Przemyślidów, aby stopniowo stać się herbem Bohemii i całego Królestwa Czech. Pole drugie to historycznie pierwszy herb rodowy Przemyślidów. Płomienisty orzeł ma wskazywać na początki państwa czeskiego, które miały miejsce na terenie współczesnego kraju środkowoczeskiego. Falowane pasy w trzecim polu symbolizują dwie główne rzeki kraju: Łabę i Wełtawę.